# Sv. Janez Krstnik (Ghiberti)
Sveti Janez Krstnik (1412–1416) je bronast kip Lorenza Ghibertija, ki stoji v eni od 14 niš Orsanmichele v Firencah v Italiji. Kip svetnika je naročil ceh trgovcev s tkaninami Arte di Calimala. Umetnikova uporaba nenaravnih, a elegantnih krivulj v laseh in draperiji svetnika kaže na vpliv mednarodnega gotskega sloga, ki je prevladoval v Italiji v času nastanka dela. Delo je bilo uspešno ulito v enem samem kosu, zaradi česar je bil prvi bronasti kip te velikosti, ulit v enem kosu vsaj nekaj sto let v Italiji.

## Ozadje
Po zmagi na natečaju za vrata krstilnice leta 1402 in dokončanju naročila so Ghibertiju naročili tri skulpture, ki naj zapolnijo zunanje niše v Orsanmicheleju. Prvi med njimi je bil sveti Janez Krstnik (1412–1416), sledila sta mu sveti Matej (1419–1420) in sveti Štefan (1428). Skulptura sv. Janeza je bila edina, ki jo je naročil Arte di Calimala, trgovski ceh. Moč in vpliv, povezana s tem cehom, sta vsaj do neke mere narekovala obliko končnega dela. Natančneje, leta 1406 je mestni svet Firenc sprejel odlok, ki je glavnim cehom podelil pooblastilo za uporabo brona, ki je veliko dražji material od tradicionalnega kamna, za svoje naročene projekte. Po izvedbi bronastih vrat krstilnice, katerih gradnjo je prav tako nadziral ceh Calimala, je ceh vneto financiral še en enako impresiven projekt.
Dokončanje tega projekta je sprožilo val povpraševanja po bronastih kipih. To je Ghibertiju izjemno koristilo, saj sta bila oba njegova kasnejša kipa naročena v bronu.

## Kip
Ghibertijev sv. Janez je bil do tedaj največji kip, ki so ga kdaj koli ulili v Firencah. Od podnožja se dviga 2,55 metra in sedi v obokani gotski niši. Votel odlitek, tankost brona in primerjava z njegovim kasnejšim sv. Matejem kažejo, da je bila ta skulptura ulita v enem kosu iz modela iz voska in gline. Izjemen detajl plašča iz kozje kože, brade in las spremlja niz optičnih popravkov. Izrazite ličnice, čelo, ki se na templjih močno umakne, in rahlo nabrano čelo, ki previsi nad globoko vdrtimi očmi, so primeri te prakse, ki je kiparjem omogočila, da so izdelali postavljena dela, ki bi jih običajno videli od spodaj, namesto naravnost naprej.

## Zapuščina
Eden od Ghibertijevih največjih izzivov in navsezadnje eden njegovih največjih zmag pri sv. Janezu je bila potreba po ulivanju tako velike in mojstrske skulpture iz brona, kot je bila rutinsko izdelana iz kamna. Čeprav je že prej uporabljal bron (na primer na vratih krstilnice), so bila vsa njegova prejšnja dela v veliko manjšem obsegu in bolj delo obrtnika. Omejitve glede velikosti bronaste skulpture, združene z nemonumentalnimi običaji mednarodnega sloga, so Ghibertiju postavile pred izziv izdelave dela, ki bo ustrezalo njegovemu mestu in se povezovalo z drugimi deli na mestu.